# إسفنداران
إسفنداران هي قرية في مقاطعة أصفهان، إيران. عدد سكان هذه القرية هو 1,005 في سنة 2006.